# Maria Rosa Arsalaguet Comas

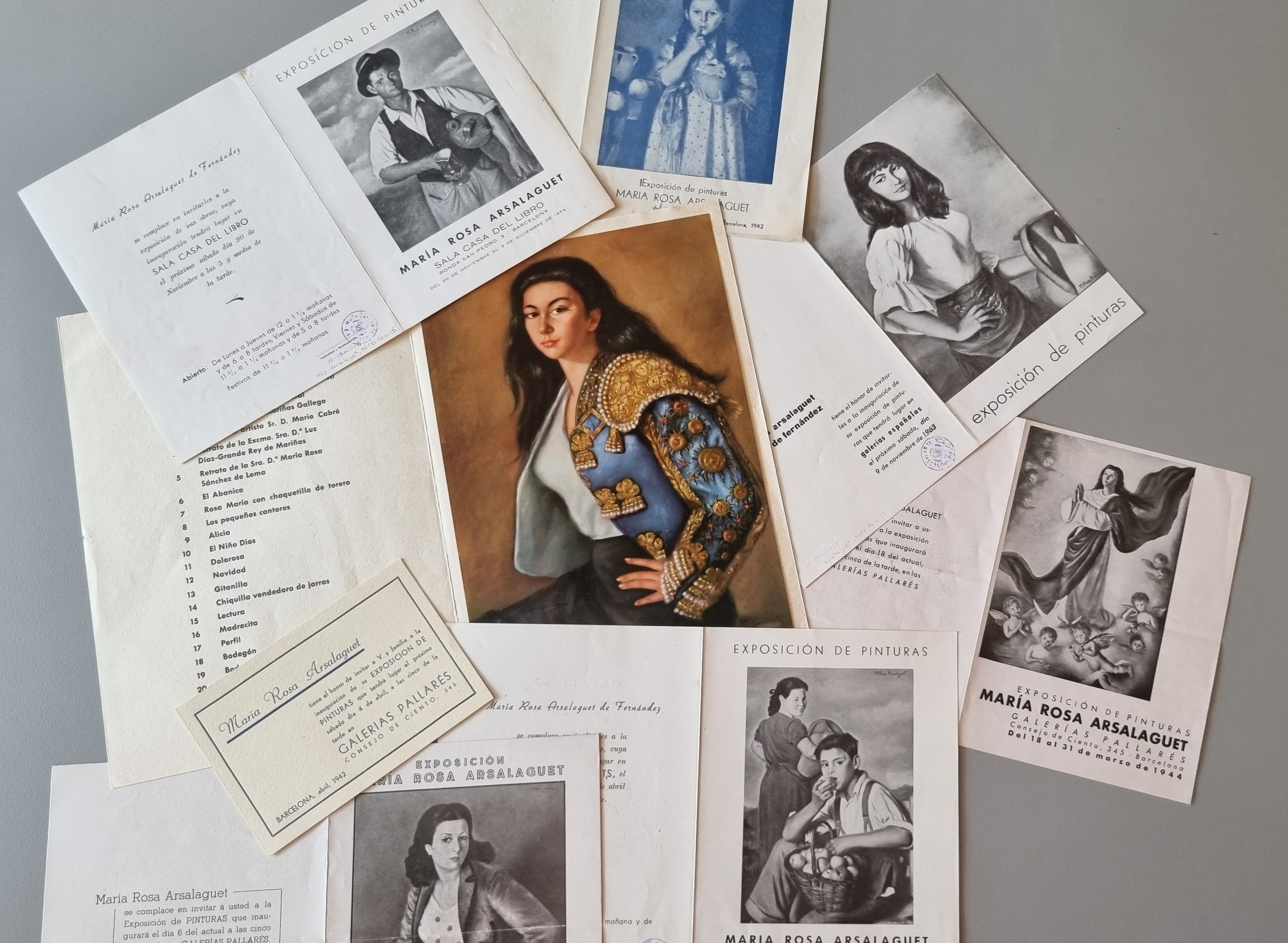
Catàlegs d'exposicions de Maria Rosa Arsalaguet

Maria Rosa Arsalaguet Comas (Barcelona 1922 -2003) fou una pintora catalana que es va especialitzar en temes religiosos, bodegons i flors. Va ser deixeble d'Ernest Santasusagna.
Entre els anys 1942 i 1954 va fer diverses exposicions individuals a Barcelona a les sales Pallarès i Busquets. Va participar en exposicions col·lectives a Mataró, Madrid i Barcelona. Entre el 1954 i 1966 va exposar a la sala de la Casa del Libro, Galerias Españolas i Galeria Jaimes.